# تولاکاددی
تولاکاددی (به لاتین: Tholakaddy) یک منطقهٔ مسکونی در سری‌لانکا است که در استان شمالی (سری‌لانکا) واقع شده‌است.